# Ден-Бург
Ден-Бург (нід. Den Burg) — місто в нідерландській провінції Північна Голландія. Входить до муніципалітету Тесел і розташоване на однойменному острові.
Розташований посеред острова, Ден-Бург є найбільшим містом Текселя. У ньому є історичний центр, а також ратуша. Щотижня на головній площі проводяться відкриті ринки. Тим не менш, Ден-Бург є найменш туристичним населеним пунктом острова.
Його площа становить 2,58 км², а населення станом на 2021 рік складало 6 570 осіб.

## Визначні уродженці
- Корнеліс де Ягер (1921–2021) — нідерландський астроном.
- Доріан ван Рейссельберге (1988) — нідерландський спортсмен, дворазовий олімпійський чемпіон із віндсерфінгу

## Галерея

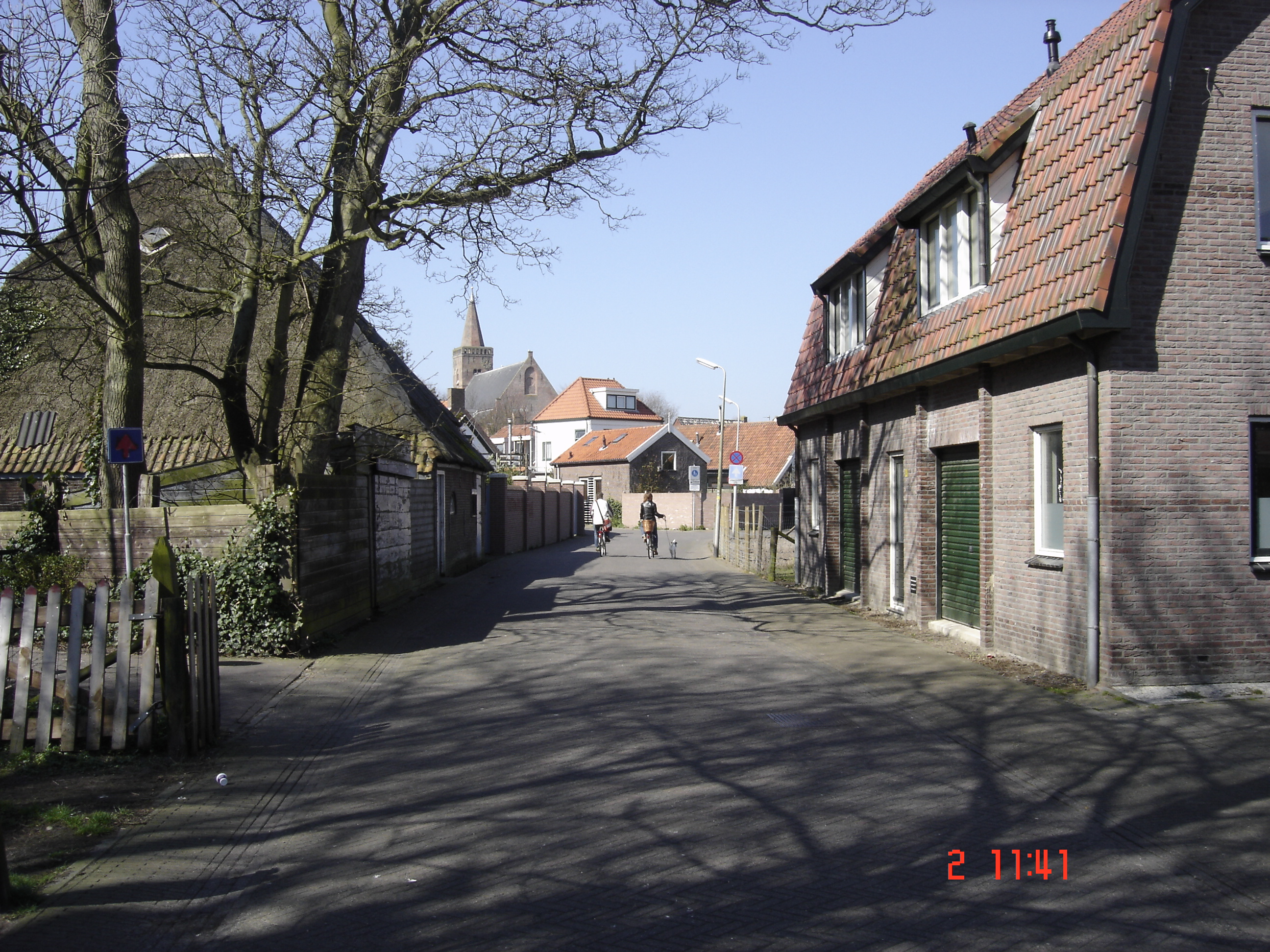
Міська вулиця з видом на церкву
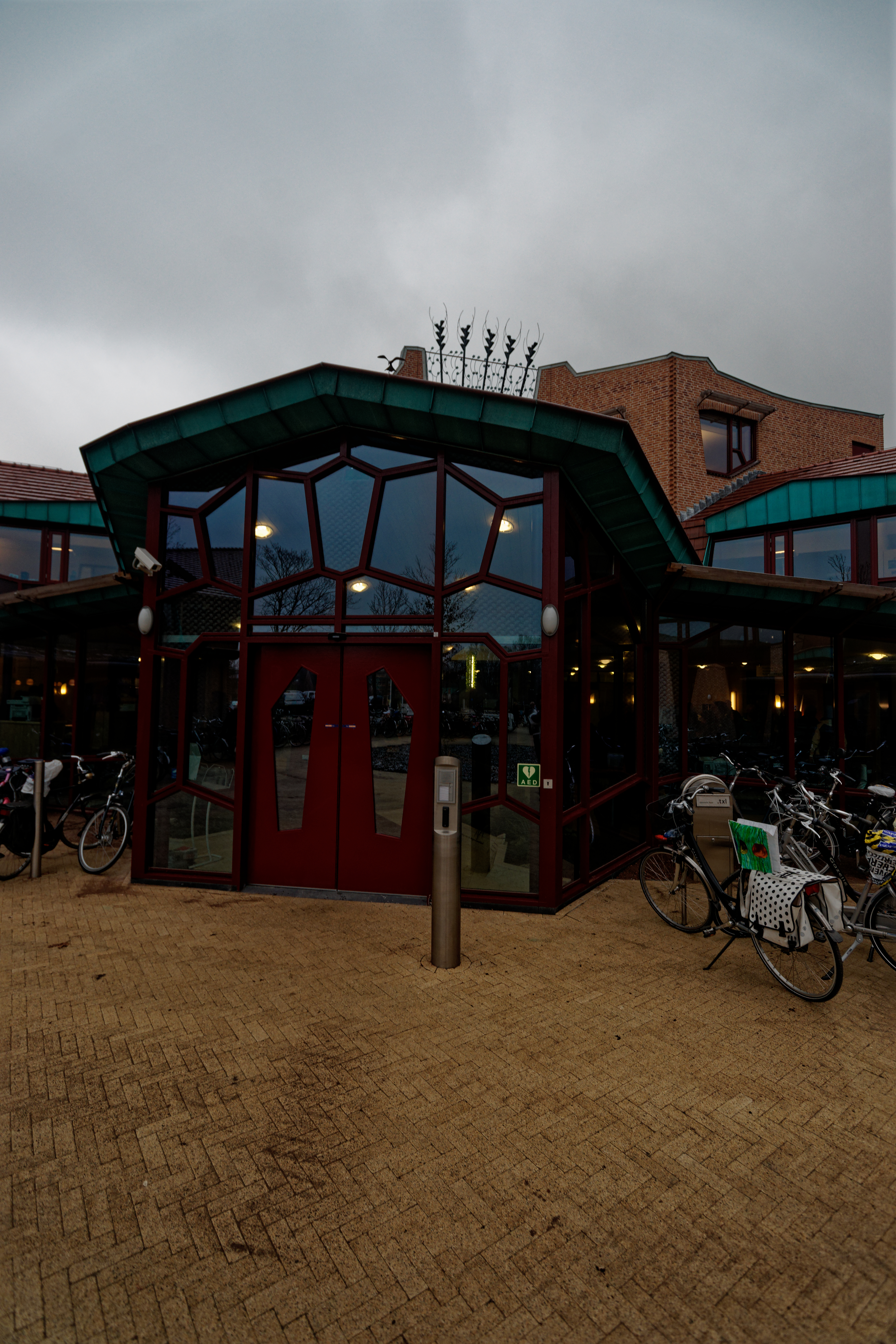
Будинок мерії
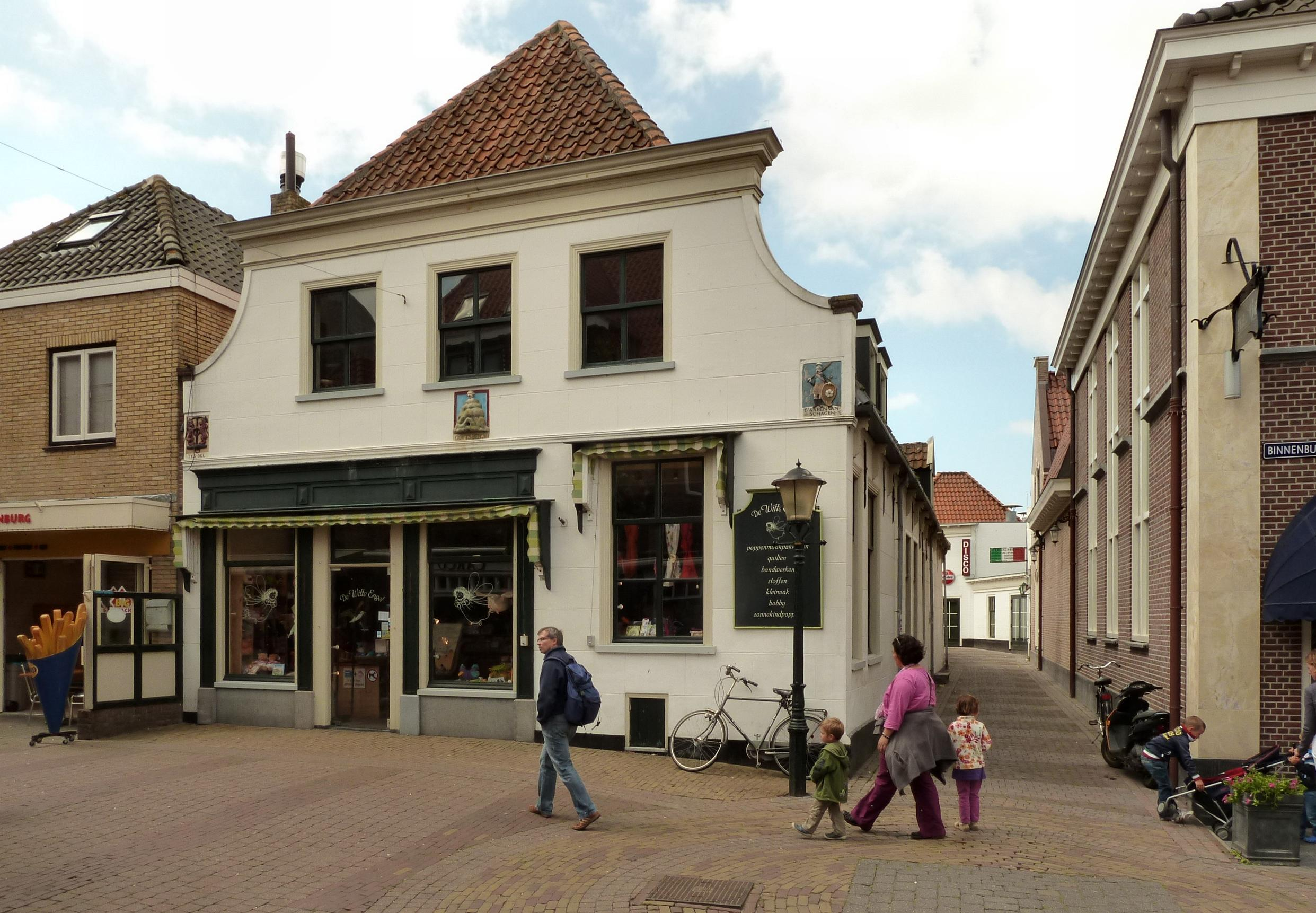
Крамниця у Ден-Бурзі
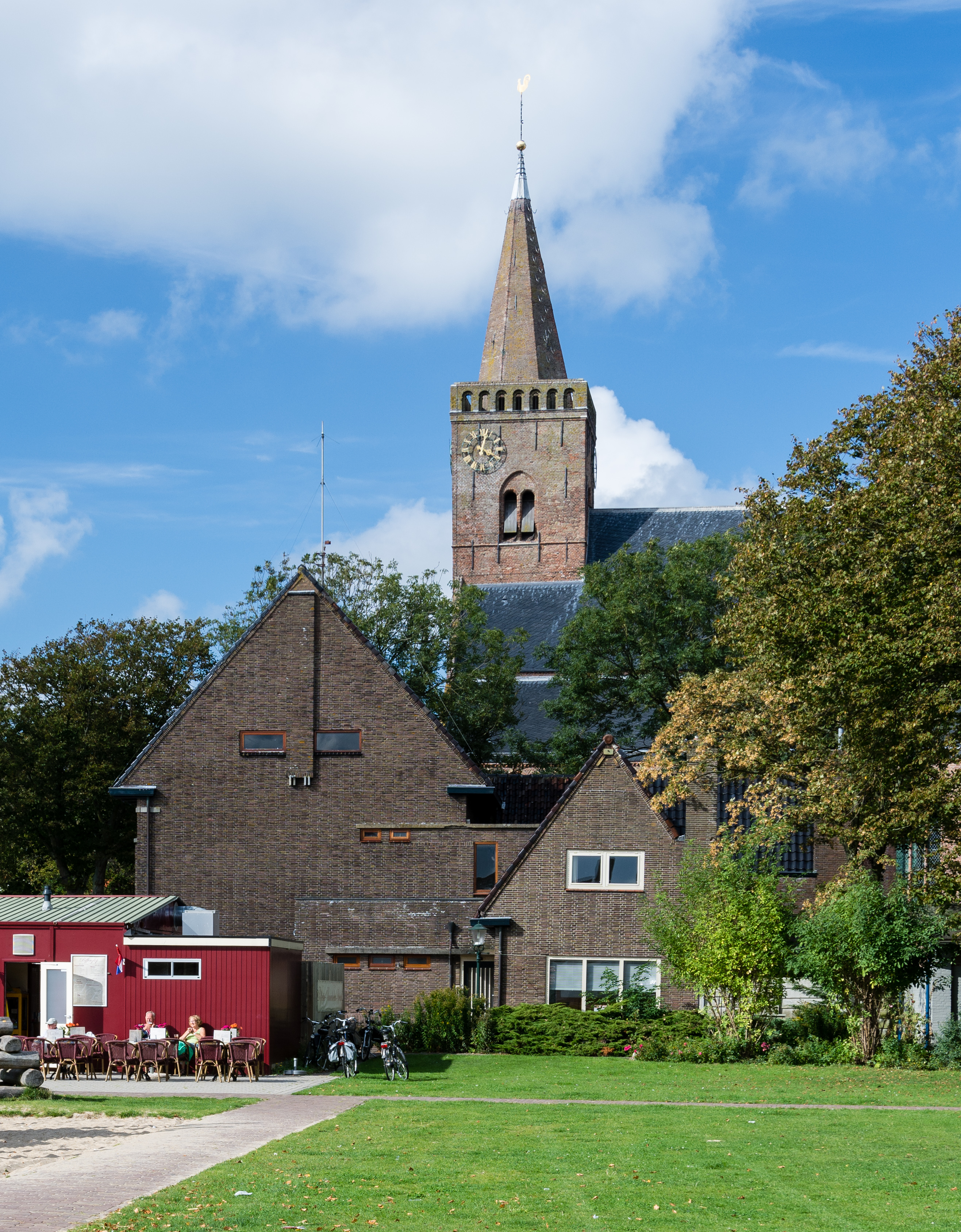
Реформистська церква